# Église San Giovanni Battista de Rossi
Pour les articles homonymes, voir Église San Giovanni Battista.
L'église San Giovanni Battista de Rossi (en français : église Saint-Jean-Baptiste-de-Rossi) est une église romaine située dans le quartier Appio-Latino sur la via Cesare Baronio, et dédiée à saint Jean-Baptiste de' Rossi (1698-1764), un prêtre italien du XVIIIe siècle.

## Historique
L'église a été construite un peu avant la Seconde Guerre mondiale de 1938 à 1940 sur les plans de l'architecte italien Tullio Rossi dans le style néoroman épuré. Elle est déclarée église paroissiale le 26 juillet 1940 par le cardinal Francesco Marchetti Selvaggiani et consacrée le 22 mai 1965. Elle est déclarée siège du titre cardinalice San Giovanni Battista de' Rossi en 1969.

## Architecture et décorations
L'église est d'une architecture assez classique du XXe siècle, faite en brique avec du travertin, flanquée d'un campanile. Elle est constituée d'une nef centrale et ses deux collatéraux séparés par des pilastres.